# كثافة سطحية
كثافة سطحية (بالإنجليزي: surface density) يمكن حساب الكثافة السطحية لجسم ثنائي الأبعاد بقسمة الكتلة الكلية للجسم على المساحة kg m−2
{\displaystyle \rho _{A}={\frac {M}{A}}}
أو
{\displaystyle \rho _{A}=\rho \cdot l}
حيث أن :
| ρA | = متوسط الكثافة السطحية |
| M  | = الكتلة الكلية         |
| A  | = المساحة               |
| ρ  | = متوسط الكثافة         |
| l  | = متوسط السمك           |
هناك نوع خاص للكثافة يسمى الكثافة العمودية ،يمكن حسابه من التكامل التالي :
{\displaystyle \rho _{A}=\int \rho \;dz,}
{\displaystyle {\bar {\rho }}=\rho _{A}/\Delta z,}
عندما {\displaystyle \Delta z=\int 1\;dz}
1. ↑  مذكور في: ISO 80000-4:2006 Quantities and units—Part 4: Mechanics. قسم أو آية أو فقرة أو بند: 4-5. الناشر: المنظمة الدولية للمعايير. لغة العمل أو لغة الاسم: الإنجليزية. تاريخ النشر: 1 مارس 2006.
2. ↑  مذكور في: ISO 80000-4:2019 Quantities and units — Part 4: Mechanics. قسم أو آية أو فقرة أو بند: 4-5. الناشر: المنظمة الدولية للمعايير. تاريخ النشر: 26 أغسطس 2019.
3. ↑  مذكور في: ISO 80000-4:2006 Quantities and units—Part 4: Mechanics. قسم أو آية أو فقرة أو بند: 4-5.a. الناشر: المنظمة الدولية للمعايير. لغة العمل أو لغة الاسم: الإنجليزية. تاريخ النشر: 1 مارس 2006.